# Albert I xứ Monaco
Albert I (Albert Honoré Charles Grimaldi; 13 tháng 11 năm 1848 – 26 tháng 6 năm 1922) là Thân vương xứ Monaco từ ngày 10 tháng 9 năm 1889 cho đến khi qua đời vào năm 1922. Ông đã dành phần lớn cuộc đời của mình cho ngành hải dương học, thám hiểm và khoa học. Bên cạnh các chuyến thám hiểm của mình, Albert I đã thực hiện các cải cách về mặt chính trị, kinh tế và xã hội, ban hành hiến pháp cho công quốc vào năm 1911.

## Cuộc sống đầu đời
Sinh ngày 13 tháng 11 năm 1848 tại Paris, Pháp, là con trai của Thân vương Charles III (1818–1889) và Nữ bá tước Antoinette de Mérode-Westerloo (1828–1864), một Nữ quý tộc Bỉ, dì ruột của Donna Maria Vittoria dal Pozzo, Công tước phu nhân xứ Aosta và Vương hậu Tây Ban Nha, với tư cách là vợ của vua Amadeo I của Tây Ban Nha.
Khi còn trẻ, Thân vương tử Albert đã phục vụ trong Hải quân Tây Ban Nha với tư cách là một hoa tiêu. Trong Chiến tranh Pháp-Phổ, ông đã gia nhập Hải quân Pháp, nơi ông được trao tặng Huân chương Bắc đẩu Bội tinh. Ngoài sở thích nghiên cứu hải dương học, Albert còn rất quan tâm đến nguồn gốc của con người và tại Paris, ông đã thành lập "Viện Cổ sinh vật học Con người" chịu trách nhiệm cho một số cuộc khai quật khảo cổ học. "Người Grimaldi" được tìm thấy trong hang động Baousse-Rousse đã được đặt theo tên ông để vinh danh ông. Những thành tựu trí tuệ của Albert đã giúp ông được công nhận trên toàn thế giới và vào năm 1909, Hội Vương thất Luân Đôn đã kết nạp ông làm viện sĩ.